# 爆丸バトルプラネット
『爆丸 バトルプラネット』（ばくがんバトルプラネット、英名：Bakugan: Battle Planet）は、スピンマスターより発売されている男児向け玩具・爆丸を原案としたテレビアニメ作品。

## 概要
2007年から2012年まで放送された『爆丸バトルブローラーズ』のリブート。北米ではカートゥーン ネットワークとテレトゥーン、YTVで2018年12月から先行放送され、日本では2019年4月1日から2020年3月30日までテレビ東京系列で放送された。
なお放送に合わせて、それまで日本国内で販売していたセガトイズ（現・セガ）からタカラトミーに販売権が譲渡されている。
2020年4月より本作の続編となる、第2期アニメ『爆丸アーマードアライアンス』が各Web動画配信サイトで配信された。
1981年から続いたテレビ東京の月曜日の夕方アニメは本作と『パズドラ』をもって2021年6月までの1年3か月間休止となった。
また、2021年から第3期アニメ『爆丸ジオガンライジング』、2022年から第4期アニメ『爆丸エボリューションズ』が各Web動画配信サイトで配信されている。

## 製作体制
本作はグローバル市場に向けた日本とアメリカの合作によるコンテンツであり、シリーズ構成は『ベイマックス』の原案などを手掛けたMAN OF ACTIONが担当し、それを日本のライターが調整している。
制作会社はクレジット上はトムス・エンタテインメント1社だが、実際の制作現場は「企画立案・キャラクターデザイン・爆丸デザイン・スケジュール管理システム・キャラクター、背景、エフェクトのモデリングなどの開発・最終的な完成図を支える3DCGを素材にしたレイアウトシステムの構築・CGアニメーション制作・納品」まで、テレビアニメ制作の重要な位置を占める作業を監督を務めた市川量也率いるドメリカが事実上の中核を担っており、その体制は第2期『爆丸アーマードアライアンス』・第5期『爆丸レジェンズ』でも行われた。
ドメリカの「作画とCGを組み合わせる技術」という特色がトムスのスタッフから評価され、「キャラクターは作画・爆丸のみキーフレームによって詳細な仕草まで構築されたCG」という描き分けの画作りを通した。当初は全てのキャラクターに対してモーションキャプチャを駆使した画作りを実践しようとしていたが、爆丸の体型には合致せず、取り止めとなった。
市川は「スタジオの色・ポリシーを出せた画作りができた」「長期シリーズがこれほど大変だったとは思わなかった。それでもやって良かった」と語っている。

## 登場人物

### オーサム・ワン
ダン・クーソー
声 - 高橋李依
本作の主人公。とても元気で、爆丸が大好きな少年。オーサム・ワンのリーダーで、チームの中では仲間が考えたことをやってみせるパフォーマー。お調子者だが、どんな状況でも前向きに全力で突き進み、仲間を引っ張っていく。12年前、グレート・コリジョンが起こった日に生まれた。
ウィントン・スタイルズ
声 - 福島潤
ダンとは幼い頃より仲が良く、発明が得意な少年。チームの頭脳でアイデアマン。いたずら好きでチームに迷惑をかけることがあり、人を脅かすのは好きだが自分がやられるのは嫌う。空腹になると機嫌が悪くなる。2週間ほどボーイスカウトをやっていたことがあるが、すぐに科学と発明に夢中になって辞めている。家族構成は両親、弟、妹。
リア・ヴェネガス
声 - 赤﨑千夏
映像撮影が大好きな少女で、オーサム・ワンでカメラマンを担当している。しっかり者で暴走しがちなダンとウィントンのお目付け役でもある。怒らせると怖い。父親を亡くしており、母子家庭で育っている。
シュン・カザミ
声 - 内山夕実
クールで大人っぽく、爆丸に情熱を持つ少年。世界的大企業の社長の息子。理知的で心根の優しい性格。幸せを呼ぶ伝説のマスコット「ポーちゃん」のグッズに目がない一面がある。
動画でいつも楽しそうにしているオーサム・ワンの動画に憧れ、彼らに会うために日本からロス・ヴォルモスに来た。当初は高級ホテルに1人で住んでいたが、後にウィントンの家に住むようになる。
ライトニング
声 - 金田アキ
爆丸でバトルができる賢い犬。ダンたちとは頼りになる仲間・同志。犬種はフレンチ・ブルドッグ。住所不定で、飼い主は不明。お尻にハート型の模様がある。首に着けているケースの中に爆丸を入れている。

### ダスク・インダストリー
ベントン・ダスク
声 - 三木眞一郎
世界的企業ダスク・インダストリーのトップ。有名な発明家・エンジニアであり、投資家でもあるミリオネア。世界に影響を与える人物トップ10に選ばれている。姉のフィオナとは仲が悪い。
爆丸の研究および、爆丸を悪用する者たちから爆丸を守るための活動をしており、オーサム・ワンを支援している。勇敢で正義感のあるブローラーを必要とし、当初はオーサム・ワンを試すようなことをしていたため彼らから完全に信用されていなかったが、後にそのことを謝罪する。そして自分の夢が爆丸に関する全てをオープンソース化し、世界中の人々がコアセルのエネルギーを利用できるようにすることであることを語り、オーサム・ワンに世界各地のコアセルをオープンソース化するためのセットアップを行うよう依頼する。
ゲートから逃げてきて凶暴化したストラタを取り押さえた後、今まで集めたデータの分析を続け、爆丸たちの星・ヴェストロイアにはエネルギーを生み出す生態システムが存在することを知る。そしてオープンソース化を進めることは誤りだと気付きVウイルスとチコの排除を目指すが、ストラタに触れた際にすでにVウイルスに感染しており、チコに取りつかれて「チコベントン」となる。甘いものは苦手だったが、チコに操られてからは甘い食べ物を過剰に摂取するようになる。
チコベントンとなった後はオーサム・ワンを利用し、グレートコアセルにコネクターを設置してオープンソース化させようと企む。また、逆らう者が現れないようにブローラーと爆丸を引き離そうとし、爆丸回収運動を行う。コアセルネットワーク化システムにより世界中のコアセルをVウイルスに感染させるが、グレートコアセル無しでの起動だったので地球上全ての生き物はVウイルスに染まらなかった。チコが倒され元に戻った後、謝罪会見で社会と人々に多大な迷惑をかけたことについて、信頼の回復に努めて人間と爆丸のための様々な活動に取り組んでいくことを表明した。

### アーニマス
マグナス
声 - 梶川翔平
ダンをライバルとする少年。顔の半分を覆う仮面を着けている。エミリーという妹がおり、兄妹そろって孤児だったところをアーニマスに拾われる。彼にとって爆丸はこの世界で勝ち上がり生き残るための唯一の手段であり、遊びで爆丸をやっているダンを敵視している。フィオナの命令で腕のデバイスにパフォーマンスを最大限に引き出す改良が施されているが、その分体に大きな負担がかかっている。デバイスを使って爆丸を進化させることができた唯一の人物。
一匹狼的な気質だが、当初はアーニマスのエージェントとしてリオット、エーイ、ストラタたちと組んでオーサム・ワンが自分たちの力になれるか調べたり、変装してオーサム・ワンに潜り込むなどやりたくもない任務を嫌々こなしていた。後に命令でリオット、エーイ、ストラタ、クリンと爆丸チーム「ザ・爆ローズ」を結成して自作自演の慈善活動を行うが、すぐに解散している。
ダンに敗れアーニマスを解雇された後は、ユカタン半島でコアセルを探していたダンたちを利用して道案内させるが、コアセルを守護するピラビオンに退けられ撤退する。その後、カザミの島でエクストラクターのエネルギーを吸収してコアセルの力を得るが、耐えきれず逃げ出す。そして度重なる敗北や逃走の末、ダンには勝てないと自暴自棄になりかけていたところでチコの存在を感知し、力を手に入れるために再起する。メイズでVウイルスに感染したコアセルの力を手に入れ自らバクコアを作り出し、ニリアスをノヴァとシャドウの2体に進化させるが、Vウイルスに完全に感染し、チコに操られ忠実な僕と化す。チコのヴェストロイア支配のため、Vウイルスで全てのコアセルを感染させようとするが、ダンとのバトルの中で自我を取り戻しかけ、ドラゴとニリアスのバトルが終わるとともにチコから解放され、その際にダンと心を通わせる。その後はしばらく姿を消し、バクゾンに襲われたオーサム・ワンを助け彼らと合流する。
仮面を着けているのは「グレート・コリジョン以前のブローラーは特殊なレンズ越しでないと爆丸が見えない」という没設定の名残り。
エーイ
声 - 市川蒼
アーニマスのエージェント。爆丸を使って悪事を働く少年。他の4人の仲間と爆丸ブローラーのチーム「エグジット」を組み、リーダーを務めている。好きな食べ物はチョコシェイク。
世界中のコアセルがVウイルスに感染する騒動が起こった際は無関心を装っていたが、エグジットのメンバーたちに諭されバクゾンと戦うことを決意し、オーサム・ワンと共闘する。
チャイナ・リオット
声 - 柴田芽衣
大富豪の家の娘で、生意気でわがままな少女。いつもぬいぐるみを持ち歩いており、その中に爆丸や色々なものを入れている。面白そうだからという理由でアーニマスに加担しているが、本心ではどうでもいいと思っている。何かとリアにちょっかいをかける。
爆丸回収運動の最中にブラッケン帝に求婚され、どちらがプリンセスに相応しいかリアと対決するが、ブラッケン帝がすでにVウイルスに感染しチコの手先になっていたことが判明し、プリンセスになる夢を台無しにされたことに怒り、リアと共闘することになる。その後はオーサム・ワンと行動を共にする。
ストラタ
声 - 奈良徹
特殊な道具を使って爆丸を狩る爆丸ハンター。狙った獲物は逃がさない執念深い性格。爆丸を売って大儲けしようとしており、アーニマスに協力している。後半ではメイズでチコの影響を受け錯乱状態となる。
トリップ
声 - 斉藤次郎
軍隊に所属している男で、階級は大佐。特殊な装置であるBマインを使って爆丸をコントロールする。モー、ユウという名前の部下がいる。
幾度もオーサム・ワンの邪魔をしていたが、軍から追い出された後はフィオナに拾われアーニマスに所属する。さらにアーニマスを解雇された後はリオットに拾われ、リオットの使用人兼爆丸トレーナーとなる。最終的にダスク・インダストリー爆丸回収隊最高指揮官に収まるが、チコによりVウイルスに感染させられて洗脳される。チコが倒された後は元に戻った。
クリン
声 - 堀江瞬
アーニマスのエージェント。オーサム・ワンのデータを収集・分析するためダンに近づき、爆丸バトルを挑む。
アーニマスがダスク・インダストリーの傘下となった後は戦うことを放棄していたが、その後クラビッツに協力しチコベントンに回収された子供たちの爆丸を持ち主のもとへ返した。
フィオナ・ダスク
声 - 金田アキ
世界的に展開している多国籍企業アーニマスのトップで、ベントンの姉。爆丸をコントロールし、労働力や武器として利用しようとしている。そのためにオーサム・ワンのデータを密かに収集し、戦術データを分析している。すでにグレート・コリジョン後に生まれた子供と同じ力を持つデバイスを開発し、大きな成果をあげている。
コアセルを発掘・調査し、これを保護する契約をロス・ヴォルモス市と交わした後、コアセルを使って人間と爆丸が共に暮らせるユートピア作りを目指すという建前で一時的にオーサム・ワンを雇い、コアセルの護衛と爆丸についてのコンサルティングを依頼する。オーサム・ワンを利用してコアセルの力を利用した爆丸コントロールシステムを完成させた後、利用価値のなくなったオーサム・ワンを解雇する。その後ベントンがアーニマスの調査活動に問題があるとロス・ヴォルモス市に告発したことでアーニマスの契約違反行為を明らかにされ、コアセルの研究施設を封鎖される。
後にベントンがチコに乗っ取られたことをオーサム・ワンから聞き、共にアーニマスに侵入してきたバクゾンたちと戦う。しかしチコベントンの策略により、爆丸コントロールシステムの無断使用やそれに伴う爆丸の暴走は全てフィオナの責任にされ、それを受けてアーニマス最高責任者を解任され、新責任者に就任したベントンによって株を買収されアーニマスはダスク・インダストリーの傘下となった。シャルゴに助けられた後はほとぼりが冷めるまで身を隠し、その後ダンと共にダスク・インダストリーに潜入し、回収された子供たちの爆丸を取り戻した。
クラビッツ
声 - 三澤紗千香
アーニマスのエージェント。フィオナ直属の部下である眼鏡をかけた女性。自身は爆丸バトルを行わず、マグナスたちに命令を下す。少々抜けた面がある。
バカンスに行っている間に社長がフィオナからベントンに代わっており、ベントンに爆丸回収運動のリーダーに抜擢される。しかしトリップがベントンによってVウイルスに感染させられる様子を見て恐れをなし、家に閉じこもっていた。その後ダンとフィオナに発見され、彼らに協力してダスク・インダストリーに潜入し、回収された子供たちの爆丸を取り戻した。
ビー、シィー、ディー、イー
声 - 柳田淳一、内野孝聡、金田アキ、神原大地
エーイと組んでいる「エグジット」のメンバー。スポンサーをつけて動画を配信して注目を集め、オーサム・ワンに挑戦状を叩きつける。
爆丸回収運動が行われた際は回収隊から必死に逃げ回り、エーイと合流した後は共にバクゾンとの戦いに立ち上がる。
シャルゴ・ローニン
声 - 石井真
サムライ爆丸ブローラー。刀型デバイスを使用しており、3体の爆丸を同時に操る。
当初はエアシップに乗って修行の旅をしていたが、後にフリーのエージェントとしてフィオナと契約する。

### カザミホールディングス
イチロー・カザミ
声 - 竹内良太
世界的大企業カザミホールディングスの社長であり、シュンの父親。色々なビジネスを成功させていて、爆丸も新たなビジネスとして目をつけている。厳格な性格でビジネスを第一に優先しており、カザミホールディングスの発展のためにシュンを会社の跡継ぎにしようと考え、日本に連れ戻そうとしている。
一度はシュンと親子の縁を切るが、コアセル騒動で再会したときに再び縁を戻そうとし、マサトを役職から外して代わりにシュンを据えようと考える。カザミの島でシュンたちがコアセルエクストラクターの暴走を食い止めた後は、彼らを後押しするようになる。そしてVウイルスやダスク・インダストリーの企みなどの情報をつかみ、日本に対バクゾン用の要塞を建造し、世界を守るためにバクゾンの排除を目指しオーサム・ワンと共闘する。その一方で協力を要請してきたマサトを拒み、ネオエクストラクターを稼働するためにマサトと一緒にいたゴーレーンを捕獲し、その強大なパワーを利用する。ネオエクストラクターをバクゾンたちに破壊された後、旧型のエクストラクターを暴走させバクゾンたちにぶつけ、その間にシュンたちを要塞から逃がし生死不明となる。その後バクゾンによりVウイルスに感染した状態でシュンにバトルを挑むが敗れ、チコが倒されたことで元に戻る。
マサト・カザミ
声 - 赤羽根健治
イチローの甥であり、シュンの従兄弟に当たる男。シュンからは「マサト兄さん」と呼ばれている。カザミホールディングスのトップの座を狙っており、カザミの正統な後継者であるシュンにライバル心を抱いている。
カザミホールディングスに一任され日本に連れ戻すという名目でシュンの前に現れ、シュンを倒して自分の方が優秀だとイチローに示そうとする。父親はカザミホールディングスにいたが大きな仕事で失敗したため解雇されており、父親のような負け犬にはならないと誓っている。
カザミの島でコアセルエクストラクターの力を使いサーペンテーゼを進化させるが、暴走に巻き込まれ姿を消す。その後サーペンテーゼを捨て、失意のままエクストラクターの影響で生じたメイズのゲートに飛び込み、地上に戻る気も起きずメイズをさまよい続け力尽きるが、一度は捨てたサーペンテーゼに助けられる。自分がまだ全てを失っていなかったと気付いた後は爆丸のことをもっと知りたいと思うようになり、そのために10年ほどメイズを旅することになる。そして旅の中でゴールド爆丸ゴーレーンに出会い、コアセルとヴェストロイアの関係や、爆丸を脅かすチコとVウイルスの存在について学び、Vウイルスの危険性を伝えるため地上へと戻る。地上とメイズは時間の流れが違うため彼だけ年を取っており、ダンたちと再会した際にはその変わりように驚かれていた。
トシ
声 - 岡井カツノリ
カザミ家のボディーガード。スーツを着用している。イチローの命令でシュンを日本に連れ戻しに来る。命令には忠実だがシュンのことを心配しており、自分が爆丸バトルで使用していたフェイドニンジャとバイスロックスをシュンに譲る。
ケーコ、コーダ
声 - 柚木尚子、鵜澤正太郎
カザミ家のボディーガードたち。トシ同様、スーツを着用している。

### その他の人物
マック、マックス、マギー
声 - 田中あいみ、柳田カンナ、木間萌
オーサム・ワンの大ファンである7歳の三つ子の兄弟。3人で「ラウディーレッズ」というチームを組み、オーサム・ワンのように動画を撮っている。
マルコ・チェザネロ
声 - 木村昴
街で有名ないじめっ子。パートナー爆丸のシンディウスを使い公園を独り占めするが、あまりの横暴さにシンディウスに愛想をつかされる。再登場時はパートナー爆丸としてグリズリーを使用しており、ショートアニメではカオスボクサーとダーカスボクサーを使用している。
後にダスク・インダストリーの爆丸回収隊にスカウトされ、ダンの爆丸を回収しようとするが失敗する。
バーバラ・クーソー
声 - 名塚佳織
ダンの母親。息子思いでよくダンの心配をする。夫の名前はビル・クーソー。
ヴェロニカ・ヴェネガス
声 - 種﨑敦美
リアの母親。テレビ局の有名リポーター。
ジェンキンズ
声 - ボルケーノ太田
リオットの執事。リオットに忠実で淡々と仕事をこなす。トリップを一瞬で組み伏せるほどの腕の持ち主。
ボビー
声 - 藤田茜
街に住む少年。パートナー爆丸としてベアーを持っている。
エベレット・レイ
声 - 柳田淳一
頭の回転が速く、金儲けのアイデアを思いつくのが得意な少年。オーサム・ワンとエグジットのバトルを見て爆丸に興味を持ち、爆丸フィールドとして使っていた空き地を土地の所有者である銀行に追い出されたオーサム・ワンに、爆丸バトルを見せて金を取る爆丸リーグの立ち上げを提案し、自らリーグの運営を買って出る。
デュラン・ディーン
声 - 斉藤貴美子
プロの子役である少年。夢は役者としてビッグになることで、1000の顔を持つ100年に1人の名俳優を自称する。ベントンに依頼されてわがままな金持ちの子供を演じ、ダンとウィントンを爆丸家庭教師として屋敷に招き入れ、メイズの中に誘い込んだ。演技のときは標準語だが、本来は関西弁。
ダスク・インダストリーによる爆丸回収運動が行われた際はベントンに付こうとし、ダスク・インダストリーのCMに出してもらおうと考えていた。
エミリー
声 - 春川友紀
マグナスの妹。病弱でマグナスに面倒を見てもらっている。兄が自分のためにやりたくもない任務を引き受けていると思っており、そのことに心を痛めている。
偽オーサム・ワン
メイズに現れたオーサム・ワンに瓜二つの存在で、ダンたちの心が作り出した幻。本物とは髪や服の色が異なり性格も正反対で、ダンは気が弱く暗い性格、ウィントンは短気で怒りっぽく、リアは常に笑顔でのんびりしており、シュンはキザで自意識過剰、ライトニングは凶暴。所持する爆丸はオーサム・ワンと同じだが、こちらも色や性格が本物と異なる。ダンたちを倒して本物に成り代わろうとしていた。
キノ
声 - 安済知佳
南洋に浮かぶマーリエ島に住む少年。コアセルの信号を感知して島を訪れたオーサム・ワンと出会い親交を深める。パートナー爆丸としてキリオンを持っているが、別れの際にダンに譲った。その後ダンの頼みで、チコベントンに回収された子供たちの爆丸を持ち主のもとへ返した。
ブレネン
声 - 浦山迅
キノの祖父。少々頑固者であり、島の外から来る者は皆災いを持ち込むと思っている。最初はオーサム・ワンを邪険に扱っていたが、島を荒らしている悪人たちをオーサム・ワンが追い払ったため考えを改め、彼らに感謝する。
ブラッケン帝
声 - 種﨑敦美
砂漠にある国ブラキスタンを絶対的権力で統べる少年国王。年齢はオーサム・ワンと同じくらい。わがままで何でも自分の思い通りにならないと気が済まない性格。また自分の影を踏まれることを嫌い、踏んだ者には刑罰を与える。オーサム・ワンの大ファンであり、特にリアに惚れている。全世界のネットパフォーマーが集まるイベント「クール・ムービー・グランプリ」にオーサム・ワンが招待されたという嘘の情報を流して彼らを国に招き入れた。爆丸バトルでは負け無しで民たちから「バトルキング」と呼ばれているが、実力ではなく単に皆がブラッケン帝を恐れて攻撃できないだけであり、ダンとの爆丸バトルでは全く歯が立たなかった。その後、自分のことを思って本音で話してくれたリアに爆丸バトルで敗れ反省する。
その後、爆丸の腕を上げるが爆アップマシーンの力でおかしくなり、オーサム・ワンの活躍で元に戻り再び反省する。さらにその後、ブラキスタンごとチコに乗っ取られてバクゾンにされるが、チコが倒されたことで元に戻る。
キャラス
声 - 堂坂晃三
ブラッケン帝の命令を聞く忠僕。立派な髭が特徴。
グロム
声 - 上別府仁資
ブラキスタンの技術開発局局長。彼が開発した爆アップマシーンがブラキスタンを一大事に巻き込むことになる。

## 登場爆丸

### オーサム・ワンの爆丸
ドラゴノイド
声 - 武内駿輔
ダンのパートナー。誇り高く熱い心を持つドラゴン型爆丸。通称「ドラゴ」。身長20mほど。属性は火。
ダンとはいいコンビだが、真面目で融通がきかない一面がある。
ハイパードラゴノイド
ドラゴノイドがコアセルの光の力を吸収して進化した姿。
アルティマドラゴノイド
ハイパードラゴノイドがさらに進化した第3形態。Vウイルスに感染したニリアスとの戦いの最中に、仲間たちが集めたコアセルのエネルギーを受け取り進化した姿。
ドラゴノイドマキシマス
伝説の鎧をまとったドラゴノイド進化形の最終形態。かつてチコによってヴェストロイアの爆丸たちがVウイルスに感染した際、勇敢にチコと戦った爆丸たちの中でも圧倒的力を誇った最強の戦士。幾度も戦いチコをあと一歩のところまで追い詰めるが倒すには至らず、ヴェストロイアが地球と融合したことで他の爆丸やチコと共に眠りにつき、伝説の鎧も失われていた。ドラゴはダンとともにタリノの体中に入った際にかつての記憶と共にこの姿を取り戻した。
トゥロックス
声 - 堀江瞬
ウィントンのパートナー。賢く思慮深いT-レックス型爆丸。属性は風。
ハイパートゥロックス
トゥロックスがコアセルの力で進化した形態。
ペガトリクス
声 - 名塚佳織
リアのパートナー。気高く気品のある、貴族の令嬢のようなペガサス型爆丸。攻撃だけではなく、癒しの力を持つ。属性は光。
知的なクールな印象だが、女性らしい一面や負けず嫌いな部分もある。
ハイパーペガトリクス
ペガトリクスがコアセルの力で進化した形態。
ハイドロス
声 - 市川蒼
シュンのパートナー。冷静沈着で、鍛え抜かれた戦士のようなライオン型爆丸。属性は水。
ハイパーハイドロス
ハイドロスがコアセルの力で進化した形態。
ハウルカー
声 - 神原大地
ライトニングのパートナー。孤高でストイックなケルベロス型爆丸。属性は闇。
真剣な性格のために、あまり冗談が通じるタイプではない。
ハイパーハウルカー
ハウルカーがコアセルの力で進化した形態。
ゴーシオン
声 - 拝真之介
リアのパートナー。単純な性格忠誠心に厚いゴリラ型爆丸。属性は光。
シンディウス
声 - 村上裕哉
ダンのパートナー。自分自身のルールに従い、ストイックで自らにも厳しいナイト型爆丸。属性は火。
元々はマルコのパートナーだったが、彼の横暴さに嫌気がさしてダンのパートナーになる。
アーチュリーン
声 - 柳田淳一
ライトニングのパートナー。人見知りだが、パートナーとの信頼関係を非常に重んじるアンドロイド型爆丸。属性は闇。
ルピセオン
声 - 髙坂篤志
ウィントンのパートナー。動きが俊敏で、満月の夜になると特に力を発揮する狼男型爆丸。属性は風。
フェイドニンジャ
声 - 神尾晋一郎
シュンのパートナー。忍者のような姿をした爆丸。属性は水。
バイスロックス
シュンのパートナー。カザミホールディングスによって発見されたカニ型爆丸。属性は水。
フィダラス
声 - 上田麗奈
ライトニングのパートナー。高貴な精神を持つ神龍型の爆丸。属性は闇。
ストラタによって他の爆丸たちと共にメイズの収容所に監禁されていたが脱出し、ベントンに保護された後にライトニングのパートナーになる。
カブー
声 - 神尾晋一郎
リアのパートナー。小さくて愛嬌のある外見だが非常に口の悪いクマ型爆丸。属性は光。
フィダラスたちと一緒にストラタによってメイズの収容所に捕らえられていた。
キリオン
声 - 太田哲治
ダンのパートナー。マグマを使った攻撃や防御を得意とする。属性は火。
元々はキノのパートナー爆丸だったが、ダンに託される。
タートニアム
声 - 拝真之介
ウィントンのパートナー。非常に物知りなカメ型爆丸。属性は風。

### アーニマスの爆丸
ニリアス
声 - 柳田淳一
マグナスのパートナー。勝利よりむしろ殺戮を求める双頭龍型爆丸。属性は闇。
ハイパー ニリアス
ニリアスがコアセルの力を引き出して進化した姿。攻撃型ノヴァモード、防御型シャドーモードという2つの形態へ変更できる。
アルティマニリアス
ハイパーニリアスがさらに進化した第3形態。ノヴァモードとシャドーモードの2体に分裂し、攻防をしかける。
マントノイド
エーイおよびエグジットメンバーのパートナー。賢く凶暴なカマキリ型爆丸。属性は風。
マクスタウラー
リオットのパートナー。感情を表に出さず、野獣のように相手に突進するミノタウロス型爆丸。属性は風。
パンドクス
声 - 拝真之介
トリップのパートナー。非常に大人しく優しいが、一旦激高すると狂暴になるパンダ型爆丸。属性は光。
ガガノイド
クリンのパートナー。ヨーロッパ各地の聖堂にある悪魔のような形をしたガーゴイル型爆丸。属性は闇。
クラケリオス
ストラタのパートナー。海の怪物クラーケン型爆丸。属性は水。
クロプト
トリップのパートナー。一つ目の飛行型爆丸。属性は闇。
アポリオン
フィオナのパートナー。スケルトン型爆丸。属性は光。コアセルのパワーを大量に蓄えている。フィオナが子供の頃にベントンと一緒に発見した爆丸で、永い眠りについていた。続編『アーマードアライアンス』で太古に地球にやってきた古代爆丸の1つだと判明した。

### ゴールド爆丸
通常の爆丸とは桁違いの力を持つ金色の爆丸たち。属性はいずれも金。かつては最高会議でヴェストロイアの行く末を話し合う爆丸評議会のメンバーでもあった。メンバーの1人であるチコがVウイルスにより暴走しヴェストロイアが瀕死に陥った際、滅びの道を回避すべく他の惑星（地球）と融合し、ヴェストロイアと爆丸の回復を待つという決断を下した。
ピラビオン
声 - 能登麻美子
フェニックス型爆丸。コアセルを守護する存在であり、ダンたちとユカタン半島の神殿で出会う。知的かつ冷静な性格で、丁寧な口調で話す。
Vウイルスに感染した爆丸の浄化を行っており、感染したニリアスを浄化させるためにダンたちに協力した。
タリノ
声 - 中島卓也
コアセルを守るゴールド爆丸。崇高ながら非常に温厚な性格で、高い防御力と一撃必殺の攻撃技を持つ。
あるエリアのコアセルを守っていたが、そこへ現れたチコとの戦いでVウイルスに感染する。グレートコアセルのありかを吐かせるためにダスク・インダストリーに監禁されていたが、オーサム・ワンに救出される。感染が進みゴールド爆丸でも治すことができないため、Vウイルスを直接消滅させるためにダンとドラゴがタリノの体の中に入ることになる。しかしチコの支配から逃げるためにタリノは自らの力で命を絶つことを選び、ダンとドラゴを巻き込まないように残りの力の全てを使って精神世界へと退避させた。精神世界でダンとドラゴに自分の記憶を見せた後、爆丸とヴェストロイアの未来を託し消滅する。
ゴーレーン
声 - 内野孝聡
パワー系の攻撃を得意とするゴールド爆丸。おおざっぱな性格をしている。メイズでマサトと出会い、爆丸についての様々なことを教える。
地上でイチローに捕獲され、ネオエクストラクターを稼働させるために力を利用され衰弱していた。オーサム・ワンに助けられたものの人間をなかなか信じようとしなかったが、彼らがタリノを救出したことで認めるようになる。
チコ
声 - 浜添伸也
本作の黒幕。かつてVウイルスを使ってヴェストロイアを死の淵まで追い詰め、ヴェストロイアと融合した地球でもVウイルスを拡散している。
ヴェストロイアが存在していた頃は崇高な志を持つゴールド爆丸だったが、過剰な戦いを必要とするヴェストロイアの生命活動に疑問を抱き、研究の末に継続的に爆丸へエネルギーを供給し、ヴェストロイアの生命活動を維持するVウイルスを作り出す。Vウイルスに自ら感染し、爆丸たちを次々とVウイルスに感染させていったが、ドラゴノイドマキシマスを始めとする爆丸たちの抵抗を受ける。後にヴェストロイアが地球と融合を果たしたことで、他の爆丸やコアセルと共に眠りにつくことになる。
地球で活動を始めた後は、爆丸や爆丸ブローラーたちをVウイルスに感染させてバクゾンにして操るなどして暗躍していたが、後にベントンの頭脳と組織を利用するために彼の体に寄生し、オーサム・ワンを利用したり妨害したりするようになる。
ベントンと分離した後は、バクゾンたちを取り込み巨大なバクゾンとなってドラゴたちと戦う。しかし、ダンの呼びかけにより世界中の子供たちが爆丸バトルを始め、それによって生み出されたエネルギーを得たドラゴたちの攻撃を受け敗れ、再び眠りにつく。

### その他の爆丸
スコルプラス
マック、マックス、マギーのパートナー。見た目は怖そうだが、子供たちが大好きなサソリ型爆丸。属性は水。
赤、緑、青の3体おり、それぞれレッド、グリーン、ブルーと呼ばれている。
ベア
声 - 拝真之介
ボビーのパートナー。
ウェバム
クモ型爆丸。属性は闇。
ファンゴル
コブラ型爆丸。敵をゆっくりじっくり痛めつけるのを好む。属性は闇。
ノベリウス
声 - 前田玲奈
デュランのパートナー。鷲の上半身とライオンの下半身を持つグリフォン型爆丸。属性は火。
気弱なふりをしているがデュラン同様演技派で、実際は相手を叩き潰すことが好きな性格。
サーペンテーゼ
声 - 福島潤
マサトのパートナー。気高く何事にも動じない海の王リヴァイアサン型爆丸。属性は水。
タンカニオス
ブラッケン帝のパートナー。マンモス型爆丸。属性は風。
ゼンタウラー
ブラッケン帝のパートナー。ケンタウロス型爆丸。属性は光。
ヒドラノイド
声 - 奈良徹
ベントンのパートナー。5首のドラゴンタイプの爆丸。属性は水。ベントンが子供の頃にフィオナと一緒に発見した爆丸で、永い眠りについていたが、チコに操られたベントンに目覚めさせられる。続編『アーマードアライアンス』で太古に地球にやってきた古代爆丸の1つだと判明した。

## 用語
爆丸（ばくがん）
光と共に地表から現れた不思議な生物。普段は小さな球の形をしているが、爆丸バトルでブローすることで巨大なモンスターになり、凄まじい威力の必殺技を出したりする。爆丸は属性で分けられ、火・風・水・光・闇・金の6種類がある。
ダンたちオーサム・ワンがグレート・コリジョンが起こった場所でドラゴたちに出会った同じ時、世界中でも子供たちが様々な種類の爆丸を見つけ、世界中で爆丸ブームが起こった。グレート・コリジョン後に生まれた子供たちはヴェストロイアと地球が融合した影響を受けたため自然に爆丸を発動できるが、大人たちはデバイスを使用しないと爆丸を発動させることはできない。
爆丸バトル（ばくがんバトル）
爆丸同士でバトルすることを言う。「爆丸ブロー」の掛け声でボール状の爆丸をバクコアめがけて投げることで巨大化させ、「ドローム」と呼ばれる空間の中で戦う。
爆丸バトルには汚染された大地を浄化させるエネルギーを生み出す力があり、爆丸たちの故郷ヴェストロイアは爆丸バトルによりその生命を維持していた。
バクコア
爆丸バトル中に床に広がる六角形のタイル。この上に爆丸をシュートすると、爆丸がボールモードからモンスターモードに瞬間変形する。名付け親はウィントン。色のついたタイルにはエネルギーが秘められており、バトル中爆丸にチャージできる。パワーアップしたり特殊な能力が使えるようになったり、色によって爆丸が得られる効果は様々。
ドローム・アップ
爆丸バトルを行う際に特殊な空間「ドローム」を展開することを言う。ブローラー以外はこの中に入れず押し出される。また、ドロームの中で壊れたものはバトルが終わったら元に戻る。ゴールド爆丸は黄金のドロームを張ることができるが、かなりのパワーを必要とする。
オーサム・ワン
面白い映像を撮影し、ウェブサイトに動画をアップするチーム。メンバーはダン、ウィントン、リア、ライトニングで、途中からシュンが加わった。スタジオDが溜まり場所。12年前に起こったグレート・コリジョンの謎を解くためその発生地を調べていたときに爆丸と出会い、それ以降は爆丸についての知識や爆丸バトルの動画をアップし、みんなでシェアするようになる。ダンたちが爆丸を世界に広く知らしめたため、爆丸ブローラーだけでなく政府機関や有力企業からも注目されている。
グレート・コリジョン
12年前に爆丸たちの星であるヴェストロイアが地球と融合し、世界中を驚かせた大事件。人々にとっては世界の終わりかと思われるような出来事だったが、大した被害は無く実際に何が起こったかは謎とされていた。それから12年後の同じ日に同じ現象が起こり、世界中で子供たちが光と共に地表から現れた爆丸を見つけた。グレート・コリジョン後に生まれた子供たちはヴェストロイアと地球が融合した影響を受けたため自然に爆丸を発動できるが、大人たちはデバイスを使用しないと爆丸を発動させることはできない。
ロス・ヴォルモス
ダンたちが住んでいる街。略称はロス。この街のピンポイントパークがグレート・コリジョンの発生地だとされている。
デバイス
グレート・コリジョン前に生まれた大人でも爆丸を使えるようになる機械。腕に装着することで機能する。
メイズ
地上とは異なる空間に存在する、巨大な地下迷宮。名付け親はベントン。入り口となるゲートがベントンのオフィスの実験室やアーニマスのアジトの一室にある。また、モバイルゲートがあればどこからでもメイズに入ることができる。内部はとてつもなく広大で、地球上にはない植物や不思議な物体が存在している。その大部分は解明されていないが、爆丸と深い繋がりがあるとされる。正体はヴェストロイアと地球が融合した場所であり、その姿はヴェストロイア本来のものに近い。地上の常識が通用しない奇想天外な様々なエリアが存在し、重力の向きが一定ではない場所や人間の心や体に変化を起こす場所、技が使えない場所などがあり、時間の流れも地上とは異なる。
コアセル
メイズの中に存在する超高密度のエネルギー体。爆丸を進化させる力を持ち、爆丸が覚醒する際に起こるパワーがコアセルにも影響する。
グレートコアセル
全てのコアセルを管理する、最も重要なコアセル。ヴェストロイアにとっての心臓であり頭脳でもある。ゴールド爆丸たちにより特別な空間に隠されていたが、空間の門の役割を果たすユカタン半島の神殿にあるコアセルがVウイルスに感染し役目を維持できなくなったため、ユカタン半島にその姿を現す。グレートコアセルが完全にVウイルスに染まりチコの手に落ちると、地上に出現している世界各地のコアセルからVウイルスが一気にあふれ出し、地球に生きる者全てがチコに支配され、Vウイルスは全てのエネルギーを食い尽くすという。
バクゾン
チコによってVウイルスに感染し、操られた爆丸のこと。「爆丸のゾンビだから」という理由でダンが命名した。やられてもゾンビのように復活する。複数のバクゾンが合体したメガバクゾンも存在する。Vウイルスに感染した爆丸ブローラーもバクゾンと呼ばれ、デバイス無しでも爆丸を使えるようになる。また、感染したブローラーは甘いものを好む傾向になる。
ヴェストロイア
爆丸たちの故郷である星。エネルギーを生み出す生態システムが存在し、コアセルと爆丸バトル、そしてバトルの核となるドロームから生まれたエネルギー循環により星の生命を維持している。
12年前に地球と融合し1つとなっており、ヴェストロイア本来の姿はメイズに現れている。地球と融合したヴェストロイアは地球環境にも少なからず左右されており、ドロームと爆丸バトル、コアセルが全てヴェストロイアとつながって、それぞれがエネルギーを出し合ってお互いを支えている。

## スタッフ
- 原作 - SPIN MASTER
- 原案 - 杉本道俊
- 監督 - 市川量也
- チーフライター - 犬飼和彦
- キャラクターデザイン - 髙田真理
- 爆丸デザイン - 大西佑希
- 総作画監督 - 山形孝二
- 美術監督・美術設定 - 高橋理恵
- 色彩設計 - 大須賀弘美、南木由実
- CG監督 - 鎌田麻友美
- アクションディレクター - 寺田良介
- 撮影監督 - 渡邊宜之
- 編集 - 及川雪江
- 音響監督 - はたしょう二
- 音楽 - 高梨康治
- チーフプロデューサー - 小島哲
- プロデューサー - 松山進→山内未來（テレビ東京）、川邉大輔
- アニメーションプロデューサー - 宮崎裕司、須甲和彦
- アニメーション制作 - トムス・エンタテインメント
- 製作 - テレビ東京、爆丸バトルプラネット製作委員会

## 主題歌
オープニングテーマ「情熱ジャンボリー」
作詞 - MiNE / 作曲 - 川口進、MiNE、Atsushi Shimada / 編曲 - Atsushi Shimada、Peach /  歌 - HiHi Jets
エンディングテーマ
「Be my story」（第1話 - 第39話）
作詞・作曲 - 中村崇人 / 編曲 - Dr.Dalmatian / 歌 - HiHi Jets
「サヨナラの方程式」（第40話 - 第50話）
作詞 - miyakei / 作曲 - 大智、児山啓介 / 歌 - HiHi Jets

## 各話リスト
| 話数         | サブタイトル                   | 脚本                | 絵コンテ            | 演出                | 作画監督                                                                  | 放送日 （TXN） |
| ------------ | ------------------------------ | ------------------- | ------------------- | ------------------- | ------------------------------------------------------------------------- | -------------- |
| 第1話        | 爆丸ブロー!!                   | MAN OF ACTION       | 髙田真理            | 甲田菜穂            | 髙田真理                                                                  | 2019年 4月1日  |
| 第1話        | 爆丸バトル!!                   | MAN OF ACTION       | 髙田真理            | 甲田菜穂            | 髙田真理                                                                  | 2019年 4月1日  |
| 第2話        | バーガーパニック！             | MAN OF ACTION       | 甲田菜穂            | 鈴木拓磨            | 幸田浩二 稲田真樹 山方孝二 佐藤綾子                                       | 4月8日         |
| 第2話        | ラウディーレッズ               | MAN OF ACTION       | 甲田菜穂            | 鈴木拓磨            | 幸田浩二 稲田真樹 山方孝二 佐藤綾子                                       | 4月8日         |
| 第3話        | シンディウス                   | 犬飼和彦            | 甲田菜穂            | 金子拓磨 髙橋理恵   | 幸田浩二 稲田真樹 山方孝二 佐藤綾子                                       | 4月15日        |
| 第3話        | パートナー                     | 犬飼和彦            | 甲田菜穂            | 金子拓磨 髙橋理恵   | 幸田浩二 稲田真樹 山方孝二 佐藤綾子                                       | 4月15日        |
| 第4話        | 爆丸禁止令！                   | 伊藤睦美            | 大橋明代            | 野亦則行            | 幸野浩二 安形佳己 山形孝二 中城悦雄                                       | 4月22日        |
| 第4話        | ペガトリクス                   | 伊藤睦美            | 大橋明代            | 野亦則行            | 幸野浩二 安形佳己 山形孝二 中城悦雄                                       | 4月22日        |
| 第5話        | 新しいメンバー                 | 与口奈津江          | 伊藤史夫            | 伊藤史夫            | 幸田浩二 稲田真樹 山形孝二 佐藤綾子                                       | 4月29日        |
| 第5話        | 爆丸を狩る男！                 | 与口奈津江          | 伊藤史夫            | 伊藤史夫            | 幸田浩二 稲田真樹 山形孝二 佐藤綾子                                       | 4月29日        |
| 第6話        | おしゃべりアーチュリーン       | 金田一明            | 清水朱音            | 清水朱音            | 松浦有紗 髙田真理                                                         | 5月6日         |
| 第6話        | スター誕生！                   | 金田一明            | 清水朱音            | 清水朱音            | 松浦有紗 髙田真理                                                         | 5月6日         |
| 第7話        | エグジット                     | 谷畑ユキ 犬飼和彦   | 奥村よしあき        | 奥村よしあき        | 中城悦雄 佐藤綾子 小沼克介 山形孝二 幸野浩二 柳孝相 稲田真樹 飯田光尋     | 5月13日        |
| 第7話        | とりもどせ！僕たちの場所       | 谷畑ユキ 犬飼和彦   | 奥村よしあき        | 奥村よしあき        | 中城悦雄 佐藤綾子 小沼克介 山形孝二 幸野浩二 柳孝相 稲田真樹 飯田光尋     | 5月13日        |
| 第8話        | ルピセオン                     | 犬飼和彦 伊藤睦美   | 蔦佳穂理            | 吉田俊司            | 中城悦雄 幸野浩二 稲田真樹 佐藤綾子                                       | 5月20日        |
| 第8話        | どうしたんだダン!?             | 犬飼和彦 伊藤睦美   | 蔦佳穂理            | 吉田俊司            | 中城悦雄 幸野浩二 稲田真樹 佐藤綾子                                       | 5月20日        |
| 第9話        | ドロームの光                   | 犬飼和彦 谷畑ユキ   | 大橋明代            | 松永真彦            | 渡邉慶子                                                                  | 5月27日        |
| 第9話        | 爆丸家庭教師                   | 犬飼和彦 谷畑ユキ   | 大橋明代            | 松永真彦            | 渡邉慶子                                                                  | 5月27日        |
| 第10話       | マグナス                       | 伊藤睦美 与口奈津江 | 金子拓磨 髙橋理恵   | 鈴木拓磨            | 幸野浩二 稲田真樹 中城悦雄 山形孝二                                       | 6月3日         |
| 第10話       | 謎のSOS                        | 伊藤睦美 与口奈津江 | 金子拓磨 髙橋理恵   | 鈴木拓磨            | 幸野浩二 稲田真樹 中城悦雄 山形孝二                                       | 6月3日         |
| 第11話       | カザミからの使者               | 伊藤睦美 与口奈津江 | 松浦有紗            | 甲田菜穂            | 髙田真理 関絵理奈                                                         | 6月10日        |
| 第11話       | サムライ・シャルゴ             | 伊藤睦美 与口奈津江 | 松浦有紗            | 甲田菜穂            | 髙田真理 関絵理奈                                                         | 6月10日        |
| 第12話       | 真夜中の秘密                   | 犬飼和彦 金田一明   | 瀬村俊一郎          | 伊藤史夫            | 幸野浩二 稲田真樹 中城悦雄 山形孝二                                       | 6月17日        |
| 第12話       | シュンは渡さない！             | 犬飼和彦 金田一明   | 瀬村俊一郎          | 伊藤史夫            | 幸野浩二 稲田真樹 中城悦雄 山形孝二                                       | 6月17日        |
| 第13話       | 不敵な挑戦者                   | 犬飼和彦            | ソエジマヤスフミ    | ソエジマヤスフミ    | 幸野浩二 稲田真樹 安形佳己 佐藤綾子 中城悦雄 山形孝二                     | 6月24日        |
| 第13話       | 巨大な陰謀                     | 犬飼和彦            | ソエジマヤスフミ    | ソエジマヤスフミ    | 幸野浩二 稲田真樹 安形佳己 佐藤綾子 中城悦雄 山形孝二                     | 6月24日        |
| 特別話 EX1話 | 爆丸密着24時!!                 | 金子拓磨            | 金子拓磨            | 金子拓磨            | -                                                                         | 7月1日         |
| 第14話       | メイズへ                       | 金田一明 谷畑ユキ   | 髙橋理恵            | 中野彰子 関絵理奈   | 幸野浩二 稲田真樹 安形佳己 佐藤綾子 中城悦雄 山形孝二 髙田真理 甲田菜穂   | 7月8日         |
| 第14話       | 謎の生命体                     | 金田一明 谷畑ユキ   | 髙橋理恵            | 中野彰子 関絵理奈   | 幸野浩二 稲田真樹 安形佳己 佐藤綾子 中城悦雄 山形孝二 髙田真理 甲田菜穂   | 7月8日         |
| 第15話       | ちびっ子ジャングル             | 伊藤睦美 与口奈津江 | 深田明日香 金子拓磨 | 松永真彦            | 渡邉慶子                                                                  | 7月15日        |
| 第15話       | オーサム・ワン対オーサム・ワン | 伊藤睦美 与口奈津江 | 深田明日香 金子拓磨 | 松永真彦            | 渡邉慶子                                                                  | 7月15日        |
| 第16話       | 邪悪な敵                       | 谷畑ユキ 伊藤睦美   | 関絵理奈            | 関絵理奈            | 髙田真理 甲田菜穂                                                         | 7月22日        |
| 第16話       | ハイパードラゴ                 | 谷畑ユキ 伊藤睦美   | 関絵理奈            | 関絵理奈            | 髙田真理 甲田菜穂                                                         | 7月22日        |
| 第17話       | メイズからの脱出               | 伊藤陸美 与口奈津江 | 釘宮洋              | 吉田俊司            | 飯田光尋 柳孝相 星野真澄                                                  | 7月29日        |
| 第17話       | なまいきカブー                 | 伊藤陸美 与口奈津江 | 釘宮洋              | 吉田俊司            | 飯田光尋 柳孝相 星野真澄                                                  | 7月29日        |
| 第18話       | カザミからの刺客               | 犬飼和彦            | 瀬村俊一郎          | 真野玲              | 安形佳己 幸野浩二 中城悦雄 稲田真樹                                       | 8月5日         |
| 第18話       | ハイパーハイドロス             | 犬飼和彦            | 瀬村俊一郎          | 真野玲              | 安形佳己 幸野浩二 中城悦雄 稲田真樹                                       | 8月5日         |
| 第19話       | パパのメモリー                 | 伊藤陸美 金田一明   | 髙橋理恵 深田明日香 | 松永真彦            | 渡邉慶子                                                                  | 8月12日        |
| 第19話       | デュラン、再び                 | 伊藤陸美 金田一明   | 髙橋理恵 深田明日香 | 松永真彦            | 渡邉慶子                                                                  | 8月12日        |
| 第20話       | コアセルを探せ！               | 与口奈津江          | 名村英敏            | 峯友則              | 中城悦雄 飯田光尋 稲田真樹 佐藤綾子 幸野浩二 山本由美子 黒澤桂子 山形孝二 | 8月19日        |
| 第20話       | 操られたウィントン             | 与口奈津江          | 名村英敏            | 峯友則              | 中城悦雄 飯田光尋 稲田真樹 佐藤綾子 幸野浩二 山本由美子 黒澤桂子 山形孝二 | 8月19日        |
| 第21話       | 英雄の秘密                     | 谷畑ユキ 金田一明   | 松浦有紗            | 金森勝 奥村よしあき | 中城悦雄 佐藤綾子 幸野浩二 安形佳己 稲田真樹                              | 8月26日        |
| 第21話       | ライトニングの冒険             | 谷畑ユキ 金田一明   | 松浦有紗            | 金森勝 奥村よしあき | 中城悦雄 佐藤綾子 幸野浩二 安形佳己 稲田真樹                              | 8月26日        |
| 第22話       | オーサム・ワンVS爆ローズ       | 犬飼和彦            | 瀬村俊一郎          | 鈴木拓磨            | 佐藤綾子 安形佳己 幸野浩二 稲田真樹 山形孝二                              | 9月2日         |
| 第22話       | 逆襲のダン                     | 犬飼和彦            | 瀬村俊一郎          | 鈴木拓磨            | 佐藤綾子 安形佳己 幸野浩二 稲田真樹 山形孝二                              | 9月2日         |
| 第23話       | 危険なお誘い!?                 | 犬飼和彦 与口奈津江 | 本多康之            | 中野彰子            | 中城悦雄 安形佳己 幸野浩二 稲田真樹 飯田光尋 星野真澄 芳山優              | 9月9日         |
| 第23話       | 潜入開始!!                     | 犬飼和彦 与口奈津江 | 本多康之            | 中野彰子            | 中城悦雄 安形佳己 幸野浩二 稲田真樹 飯田光尋 星野真澄 芳山優              | 9月9日         |
| 第24話       | コアセルを守れ！               | 金田一明 谷畑ユキ   | 辻初樹              | 松永真彦            | 渡邉慶子                                                                  | 9月16日        |
| 第24話       | アーニマスの謎                 | 金田一明 谷畑ユキ   | 辻初樹              | 松永真彦            | 渡邉慶子                                                                  | 9月16日        |
| 第25話       | 爆丸暴走！                     | 伊藤陸美            | 瀬村俊一郎          | 真野玲              | 中城悦雄 佐藤綾子 安形佳己 稲田直樹 飯田光尋                              | 9月23日        |
| 第25話       | いつわりのユートピア           | 伊藤陸美            | 瀬村俊一郎          | 真野玲              | 中城悦雄 佐藤綾子 安形佳己 稲田直樹 飯田光尋                              | 9月23日        |
| 第26話       | オーサム・ワンVSアーニマス     | 犬飼和彦            | 辻初樹              | 備前克彦            | 吉森直子 小川一郎                                                         | 9月30日        |
| 特別話 EX2話 | 爆丸密着24時・りたーんず!!     | 金子拓磨            | 金子拓磨            | 金子拓磨            | -                                                                         | 10月7日        |
| 第27話       | 新たなる冒険                   | 谷畑ユキ            | 鈴木行              | 吉田俊司            | 幸野浩二 中城悦雄 安形佳己 稲田真樹 佐藤綾子 山形孝二                     | 10月14日       |
| 第27話       | キノを取り戻せ！               | 谷畑ユキ            | 鈴木行              | 吉田俊司            | 幸野浩二 中城悦雄 安形佳己 稲田真樹 佐藤綾子 山形孝二                     | 10月14日       |
| 第28話       | いきなりサバイバル！           | 金田一明            | 東海林真一          | 峯友則              | 幸野浩二 安形佳己 稲田真樹 佐藤綾子 山形孝二                              | 10月21日       |
| 第28話       | 少年国王・ブラッケン           | 金田一明            | 東海林真一          | 峯友則              | 幸野浩二 安形佳己 稲田真樹 佐藤綾子 山形孝二                              | 10月21日       |
| 第29話       | 変装大作戦！                   | 伊藤睦美            | 海江田美幸          | 金森勝              | 幸野浩二 安形佳己 稲田真樹 中城悦雄 飯田光尋                              | 10月28日       |
| 第29話       | リアが結婚!?                   | 伊藤睦美            | 海江田美幸          | 金森勝              | 幸野浩二 安形佳己 稲田真樹 中城悦雄 飯田光尋                              | 10月28日       |
| 第30話       | 復活のマグナス                 | 与口奈津江          | 辻初樹              | 中野彰子            | 飯田光尋 佐藤綾子 幸野浩二 安形佳己 中城悦雄 山形孝二                     | 11月4日        |
| 第30話       | ゴールド爆丸・ピラビオン！     | 与口奈津江          | 辻初樹              | 中野彰子            | 飯田光尋 佐藤綾子 幸野浩二 安形佳己 中城悦雄 山形孝二                     | 11月4日        |
| 第31話       | カザミの島                     | 金田一明            | 松川朋弘            | 松川朋弘            | 幸野浩二 稲田真樹 中城悦雄 山形孝二                                       | 11月11日       |
| 第31話       | 執念の男                       | 金田一明            | 松川朋弘            | 松川朋弘            | 幸野浩二 稲田真樹 中城悦雄 山形孝二                                       | 11月11日       |
| 第32話       | マサトの記憶                   | 金田一明            | 鈴木拓磨            | 鈴木拓磨            | 安形佳己 佐藤綾子 飯田光尋                                                | 11月18日       |
| 第32話       | 暴走する力                     | 金田一明            | 鈴木拓磨            | 鈴木拓磨            | 安形佳己 佐藤綾子 飯田光尋                                                | 11月18日       |
| 第33話       | 謎のメッセージ                 | 犬飼和彦            | 本多康之            | 金森勝              | 幸野浩二 稲田真樹 中城悦雄 飯田光尋 山形孝二                              | 11月25日       |
| 第33話       | チコ、再び!!                   | 犬飼和彦            | 本多康之            | 金森勝              | 幸野浩二 稲田真樹 中城悦雄 飯田光尋 山形孝二                              | 11月25日       |
| 第34話       | おかしなストラタ               | 谷畑ユキ            | 辻初樹              | 松永真彦            | 大森理恵 村田憲秦 小川一郎 角谷和美                                       | 12月2日        |
| 第34話       | 残された手がかり               | 谷畑ユキ            | 辻初樹              | 松永真彦            | 大森理恵 村田憲秦 小川一郎 角谷和美                                       | 12月2日        |
| 第35話       | 新たなるゴールド爆丸           | 与口奈津江          | 峯友則 瀬村俊一郎   | 峯友則              | 安形佳己 稲田真樹 飯田光尋 佐藤綾子                                       | 12月9日        |
| 第35話       | 誇りの仮面                     | 与口奈津江          | 峯友則 瀬村俊一郎   | 峯友則              | 安形佳己 稲田真樹 飯田光尋 佐藤綾子                                       | 12月9日        |
| 第36話       | アルティマニリアス             | 伊藤睦美            | 久保山英一          | 吉田俊司            | 幸野浩二 安形佳己 桶口博美 稲田真樹 中城悦雄 山形孝二                     | 12月16日       |
| 第36話       | 操り人形                       | 伊藤睦美            | 久保山英一          | 吉田俊司            | 幸野浩二 安形佳己 桶口博美 稲田真樹 中城悦雄 山形孝二                     | 12月16日       |
| 第37話       | コアセル攻防戦!!               | 犬飼和彦            | 鈴木行              | 備前克彦            | 村田憲泰 吉森直子                                                         | 12月23日       |
| 第37話       | アルティマドラゴノイド         | 犬飼和彦            | 鈴木行              | 備前克彦            | 村田憲泰 吉森直子                                                         | 12月23日       |
| 第38話       | 黒い影                         | 伊藤睦美            | 真野玲              | 真野玲              | 安形佳己 稲田真樹 中城悦雄 永田陽菜 鎌田祐輔 山形孝二                     | 2020年 1月6日  |
| 第38話       | お菓子なベントン               | 伊藤睦美            | 真野玲              | 真野玲              | 安形佳己 稲田真樹 中城悦雄 永田陽菜 鎌田祐輔 山形孝二                     | 2020年 1月6日  |
| 第39話       | アゲアゲ！ブラキスタン！       | 金田一明            | 岡本英樹            | 岡本英樹            | 幸野浩二 安形佳己 飯田光尋 佐藤綾子 山形孝二                              | 1月13日        |
| 第39話       | 逆転不可能裁判!!               | 金田一明            | 岡本英樹            | 岡本英樹            | 幸野浩二 安形佳己 飯田光尋 佐藤綾子 山形孝二                              | 1月13日        |
| 第40話       | 海上大決戦!!                   | 金田一明            | 瀬村俊一郎          | 金森勝              | 永田陽菜 稲田真樹 安形佳己 中城悦雄 佐藤綾子                              | 1月20日        |
| 第40話       | ピラビオンの真意               | 金田一明            | 瀬村俊一郎          | 金森勝              | 永田陽菜 稲田真樹 安形佳己 中城悦雄 佐藤綾子                              | 1月20日        |
| 第41話       | 正体をあばけ！                 | 犬飼和彦            | 備前克彦            | 松永真彦            | 大森理恵 村田憲秦 角谷和美                                                | 1月27日        |
| 第41話       | チコベントン                   | 犬飼和彦            | 備前克彦            | 松永真彦            | 大森理恵 村田憲秦 角谷和美                                                | 1月27日        |
| 第42話       | 爆丸回収運動!?                 | 谷畑ユキ            | 又野弘道            | 又野弘道            | 中城悦雄 佐藤綾子 安形佳己 幸野浩二 稲田真樹 飯田光尋                     | 2月3日         |
| 第42話       | 取り戻せ！元気と爆丸！         | 谷畑ユキ            | 又野弘道            | 又野弘道            | 中城悦雄 佐藤綾子 安形佳己 幸野浩二 稲田真樹 飯田光尋                     | 2月3日         |
| 第43話       | 私がプリンセス！               | 伊藤睦美 金田一明   | 福井洋平            | 福井洋平            | 佐々木萌                                                                  | 2月10日        |
| 第43話       | カザミの城                     | 伊藤睦美 金田一明   | 福井洋平            | 福井洋平            | 佐々木萌                                                                  | 2月10日        |
| 第44話       | 帰ってきたマサト               | 金田一明            | 奥村よしあき        | 奥村よしあき        | 中城悦雄 佐藤綾子 安形佳己 幸野浩二 稲田真樹                              | 2月17日        |
| 第44話       | 要塞陥落！                     | 金田一明            | 奥村よしあき        | 奥村よしあき        | 中城悦雄 佐藤綾子 安形佳己 幸野浩二 稲田真樹                              | 2月17日        |
| 第45話       | ゴールド爆丸・ゴーレーン       | 谷畑ユキ            | 備前克彦 辻初樹     | 備前克彦 辻初樹     | 村田憲秦 吉森直子                                                         | 2月24日        |
| 第45話       | タリノ救出作戦！               | 谷畑ユキ            | 備前克彦 辻初樹     | 備前克彦 辻初樹     | 村田憲秦 吉森直子                                                         | 2月24日        |
| 第46話       | たった一つの方法               | 伊藤睦美            | 中野彰子 辻初樹     | 中野彰子            | 中城悦雄 佐藤綾子 安形佳己 飯田光尋 稲田真樹                              | 3月2日         |
| 第46話       | タリノの中へ                   | 伊藤睦美            | 中野彰子 辻初樹     | 中野彰子            | 中城悦雄 佐藤綾子 安形佳己 飯田光尋 稲田真樹                              | 3月2日         |
| 第47話       | 帰らない2人                    | 犬飼和彦            | 奥村よしあき        | 真野玲              | 中城悦雄 佐藤綾子 安形佳己 幸野浩二 稲田真樹 飯田光尋                     | 3月9日         |
| 第47話       | チコの真実                     | 犬飼和彦            | 奥村よしあき        | 真野玲              | 中城悦雄 佐藤綾子 安形佳己 幸野浩二 稲田真樹 飯田光尋                     | 3月9日         |
| 第48話       | カザミを継ぐもの               | 金田一明            | 岡本英樹            | 神谷望夢            | Prommee Saksit                                                            | 3月16日        |
| 第48話       | エグジット、再び！             | 金田一明            | 岡本英樹            | 神谷望夢            | Prommee Saksit                                                            | 3月16日        |
| 第49話       | 最後の戦い                     | 犬飼和彦            | 奥村よしあき 辻初樹 | 松永真彦            | 大森理恵 村田憲泰 角谷和美 吉森直子                                       | 3月23日        |
| 第49話       | ドラゴノイドマキシマス         | 犬飼和彦            | 奥村よしあき 辻初樹 | 松永真彦            | 大森理恵 村田憲泰 角谷和美 吉森直子                                       | 3月23日        |
| 第50話       | 光                             | 犬飼和彦            | 東海林真一          | 吉田俊司            | 中城悦雄 安形佳己 幸野浩二                                                | 3月30日        |
| 第50話       | 絆                             | 犬飼和彦            | 東海林真一          | 吉田俊司            | 中城悦雄 安形佳己 幸野浩二                                                | 3月30日        |

## 放送局
| 放送期間                         | 放送時間           | 放送局             | 対象地域       | 備考                      |
| -------------------------------- | ------------------ | ------------------ | -------------- | ------------------------- |
| 2019年4月1日 - 2020年3月30日     | 月曜 17:55 - 18:25 | テレビ東京         | 関東広域圏     | 製作局                    |
|                                  |                    | テレビ北海道       | 北海道         |                           |
|                                  |                    | テレビ愛知         | 愛知県         |                           |
|                                  |                    | テレビ大阪         | 大阪府         |                           |
|                                  |                    | テレビせとうち     | 岡山県・香川県 |                           |
|                                  |                    | TVQ九州放送        | 福岡県         |                           |
| 2019年4月26日 -                  | 金曜 7:30 - 7:59   | 奈良テレビ         | 奈良県         | 独立局                    |
| 2019年6月18日 -                  | 火曜 19:00 - 19:30 | キッズステーション | 日本全域       | CS放送 / リピート放送あり |
| テレビ東京系列では字幕放送実施。 |                    |                    |                |                           |

### 日本国外での放送
時間帯は全て現地時間。
香港
2019年7月7日から2020年6月28日まで無綫電視翡翠台にて、『爆丸 星域爭霸』のタイトルで毎週日曜の16時00分 - 16時30分に放送。広東語 & 日本語二ヶ国語放送、繁体字字幕あり。

## Webアニメ
『ぶっちぎり爆丸紹介』
YouTube『タカラトミー TAKARATOMY』『爆丸公式チャンネル』で配信の紹介動画。
『爆丸バトルプラネット ショートアニメ』
YouTube『コロコロチャンネル【公式】』『タカラトミー TAKARATOMY』『爆丸公式チャンネル』で配信のショートアニメ。配信は話数順ではなく順不同。
出演
- ドラゴノイド - 武内駿輔
- ニリアス - 柳田淳一
- ハイドロス - 市川蒼
- シンディウス - 村上裕哉
- ゴーシオン - 拝真之介
- ペガトリクス - 名塚佳織
- サーペンテーゼ - 福島潤
- ヒドラノイド - 奈良徹
- トゥロックス - 堀江瞬
- ハウルカー - 神原大地
- タートニアム - 拝真之介
- アーチュリーン - 柳田淳一
- フェイドニンジャ - 神尾晋一郎
- ルピセオン - 髙坂篤志
- フィダラス - 上田麗奈
- ウィントン - 福島潤
- チャイナ・リオット - 柴田芽衣
- ダン - 高橋李依
- マグナス - 梶川翔平
- シュン - 内山夕実
- マルコ - 木村昴
- リア - 赤﨑千夏
- エーイ - 市川蒼
- カブー - 神尾晋一郎
- ライトニング - 金田アキ
- ストラタ - 奈良徹
- トリップ - 斉藤次郎
- ヴェロニカ - 種﨑敦美
- キリオン - 太田哲司

スタッフ
- 原作 - SPIN MASTER
- 原案 - 杉本道俊
- 美術設定 - 髙橋理恵
- 撮影監督 - 渡邊宜之
- 音響監督 - はたしょう二
- 音響効果 - 和田俊也
- 音響制作 - HALF H・P STUDIO
- 音楽 - 高梨康治（Team-MAX）
- HD編集 - トムス・フォト（T.D.B.）
- 制作進行 - 宮﨑裕司、西島瑞翔
- アニメーション制作協力 - スタジオ雲雀
- アニメーション制作・監修 - トムス・エンタテインメント
- 製作 - 爆丸バトルプラネット製作委員会

| 話数 | サブタイトル                                | 絵コンテ 演出 | 担当スタジオ                       | 配信日          |
| ---- | ------------------------------------------- | ------------- | ---------------------------------- | --------------- |
| 1話  | ドラゴ VS ニリアス                          | 別役裕之      | スタジオ雲雀                       | 2019年 4月18日  |
| 2話  | コントローラーを手に入れろ！                | 別役裕之      | LARX ENTERTAINMENT                 | 8月1日          |
| 3話  | 爆丸たちの楽しみ                            | 奥村よしあき  | Welz Animation Studios             | 5月16日         |
| 4話  | 一方的な勘違い                              | 別役裕之      | LARX ENTERTAINMENT                 | 5月30日         |
| 5話  | 爆丸たちの名演技                            | 別役裕之      | SAO SANG DESIGN LARX ENTERTAINMENT | 6月6日          |
| 6話  | ゴーシオンVSハウルカー ときどきトゥロックス | 奥村よしあき  | スタジオトゥインクル               | 8月1日          |
| 7話  | チーム・ニリアス                            | 奥村よしあき  | LARX ENTERTAINMENT                 | 8月15日         |
| 8話  | ドラゴを邪魔するもの                        | 奥村よしあき  | UWAN Pictures LARX ENTERTAINMENT   | 8月1日          |
| 9話  | 風邪ひきドラゴ                              | 奥村よしあき  | LARX ENTERTAINMENT                 | 8月29日         |
| 10話 | ドラゴのとっておき!!                        | 別役裕之      | LARX ENTERTAINMENT                 | 6月13日         |
| 11話 | 爆・サッカー                                | 別役裕之      | SAO SANG DESIGN LARX ENTERTAINMENT | 8月29日         |
| 12話 | 爆・タッグマッチ                            | 奥村よしあき  | exsa                               | 6月20日         |
| 13話 | ルピセオンが嫌いな事                        | 別役裕之      | LARX ENTERTAINMENT                 | 6月27日         |
| 14話 | 爆・障害物競走                              | 奥村よしあき  | LARX ENTERTAINMENT                 | 11月7日         |
| 15話 | タートニアムの教え                          | 奥村よしあき  | SAO SANG DESIGN LARX ENTERTAINMENT | 7月5日          |
| 16話 | 爆・空中散歩                                | 別役裕之      | LARX ENTERTAINMENT                 | 9月12日         |
| 17話 | ゴーシオンの好きなもの                      | 別役裕之      | LARX ENTERTAINMENT                 | 9月12日         |
| 18話 | 爆・スケボー競争                            | 奥村よしあき  | アトリエ・ビトル                   | 11月7日         |
| 19話 | 寝る前の恒例行事                            | 別役裕之      | SAO SANG DESIGN                    | 10月10日        |
| 20話 | トゥロックス、虫歯になる！                  | 奥村よしあき  | SAO SANG DESIGN                    | 10月10日        |
| 21話 | MAXテンション・ルピセオン                   | 久保山英一    | exsa                               | 7月11日         |
| 22話 | 爆・ドッチボール                            | 奥村よしあき  | exsa                               | 7月18日         |
| 23話 | 爆・サプライズ                              | 久保山英一    | exsa                               | 9月19日         |
| 24話 | ゲ・ゲ・ゲップ!!                            | 奥村よしあき  | exsa                               | 11月21日        |
| 25話 | 爆丸たちの怪談話                            | 別役裕之      | SAO SANG DESIGN                    | 11月21日        |
| 26話 | 爆・レスキュー隊                            | 奥村よしあき  | exsa                               | 7月25日         |
| 27話 | 爆・運動会 球乗り競争 パート1               | 奥村よしあき  | exsa                               | 8月8日          |
| 28話 | 爆・運動会 球乗り競争 パート2               | 奥村よしあき  | exsa                               | 8月8日          |
| 29話 | 爆・運動会 球乗り競争 パート3               | 奥村よしあき  | exsa                               | 9月5日          |
| 30話 | 爆・運動会 スカイブロー 予選                | 鈴木拓磨      | exsa                               | 9月26日         |
| 31話 | 爆・運動会 スカイブロー 決勝戦              | 別役裕之      | SAO SANG DESIGN                    | 10月3日         |
| 32話 | 爆・運動会 スケボーブロー                   | 奥村よしあき  | SAO SANG DESIGN                    | 11月15日        |
| 33話 | 爆・運動会 イス落としブロー                 | 鈴木拓磨      | exsa                               | 11月28日        |
| 34話 | 爆・運動会 爆投げブロー                     | 鈴木拓磨      | exsa                               | 12月6日         |
| 35話 | 爆・運動会 綱引きブロー パート1             | 別役裕之      | SAO SANG DESIGN                    | 12月12日        |
| 36話 | 爆・運動会 綱引きブロー パート2             | 奥村よしあき  | exsa                               | 12月19日        |
| 37話 | 爆コア取りゲーム                            | 奥村よしあき  | exsa                               | 12月26日        |
| 38話 | からかい好きのハウルカー                    | 奥村よしあき  | exsa                               | 2020年 1月2日   |
| 39話 | ハイドロスの特技                            | 別役裕之      | SAO SANG DESIGN                    | 1月10日         |
| 40話 | シュン VS マルコ                            | 奥村よしあき  | exsa                               | 1月17日         |
| 41話 | リア VS エーイ                              | 奥村よしあき  | exsa                               | 1月24日         |
| 42話 | ハウルカー VS アーチュリーン                | 奥村よしあき  | exsa                               | 1月31日         |
| 43話 | トゥロックス VS クラケリオス                | 奥村よしあき  | exsa                               | 2月7日          |
| 44話 | ルピセオン VS パンドクス                    | 奥村よしあき  | exsa                               | 2月14日         |
| 45話 | マクスタウラー VS ニリアス                  | 奥村よしあき  | exsa                               | 2月21日         |
| 46話 | ゴーシオン VS サーペンテーゼ                | 奥村よしあき  | exsa                               | 2月28日         |
| 47話 | ドラゴ VS ハイドロス                        | 奥村よしあき  | exsa                               | 3月6日          |
| 48話 | キリオン VS スコルプラス                    | 奥村よしあき  | exsa                               | 3月13日         |
| 49話 | ドラゴ進化の物語                            | 奥村よしあき  | exsa                               | 2019年 10月17日 |
| 50話 | ドラゴノイドマキシマスVSアルティマニリアス  | 奥村よしあき  | SAO SANG DESIGN                    | 10月24日        |

## 玩具
ベーシック爆丸
- 爆001 ドラゴン型爆丸 ドラゴノイド
- 爆002 T-レックス型爆丸 トゥロックス
- 爆003 ペガサス型爆丸 ペガトリクス
- 爆004 双頭龍型爆丸 ニリアス
- 爆009 ライオン型爆丸 ハイドロス
- 爆011 カマキリ型爆丸 マントノイド
- 爆013 ナイト型爆丸 シンディウス
- 爆019 リヴァイアサン型爆丸 サーペンテーゼ
- 爆020 ゴリラ型爆丸 ゴーシオン
- 爆023 クマ型爆丸 光カブー
- 爆026 カメ型爆丸 タートニアム
- 爆029 サソリ型爆丸 スコルプラス

DX爆丸
- 爆005 ケルベロス型爆丸 ハウルカーDX
- 爆010 リヴァイアサン型爆丸 火サーペンテーゼDX
- 爆012 双頭龍型爆丸 ニリアスDX
- 爆014 ドラゴン型爆丸 ドラゴノイドDX
- 爆015 ペガサス型爆丸 ペガトリクスDX
- 爆021 ライオン型爆丸 ハイドロスDX
- 爆022 T-レックス型爆丸 トゥロックスDX
- 爆024 ナイト型爆丸 シンディウスDX
- 爆025 ガーゴイル型爆丸 ガガノイドDX
- 爆027 ドラゴン型爆丸 ハイパードラゴノイドDX
- 爆030 コブラ型爆丸 ファンゴルDX
- 爆031 ミノタウロス型爆丸 マクスタウラーDX

セット
- 爆006 爆丸ストレージケース

ストレージケース、ニリアス
- 爆007 バトルアリーナ

アリーナベース、水ドラゴノイド
- 爆008 スタートダッシュセット

光ハウルカーDX、ドラゴノイド、金ペガトリクス
- 爆016 カードブースターパック Vol.1
- 爆017 爆丸バトルエントリーセット 光ハイドロスDXデッキ

光ハイドロスDX、闇ドラゴノイド、水トゥロックス
- 爆018 爆丸バトルエントリーセット 闇マントノイドDXデッキ

闇マントノイドDX、火ファンゴル、金ニリアス
- 爆028 カードブースターパック Vol.2
- 爆Ex001 爆丸 ドラゴノイドマキシマス

マキシマスアーマー、アルティマドラゴノイド
- 爆032 スペシャル対戦セット

火ヒドラノイドDX、バイスロックス、金マントノイド、風フィダラスDX、闇ベガトリクス、バトルアリーナ（エントリーVer）
- 爆033 爆丸バトルエントリーセット 風バイスロックスDXデッキ

風バイスロックスDX、闇ゴーシオン、光フィダラス
限定
- 爆000 コブラ型爆丸 ファンゴル

「次世代ワールドホビーフェア’19 Summer」および店頭キャンペーン限定配布
- 爆000 ドラゴン型爆丸 ドラゴノイド クリアVer.

「次世代ワールドホビーフェア’19 Summer」限定販売。

## ゲーム
爆丸 チャンピオンズ・オブ・ヴェストロイア
Nintendo Switchソフト。ワーナー ブラザース ジャパンより発売。開発はWayForwad。発売日は2020年11月5日。ジャンルはRPG×オンラインバトル。